# قائمة المجازر في سوريا في العصر الحديث
في ما يلي قائمة بالمجازر التي وقعت في سوريا الحديثة (الأرقام قد تكون تقريبية):
| الاسم                                 | التاريخ               | الموقع                        | الوفيات           | ملاحظات |
| ------------------------------------- | --------------------- | ----------------------------- | ----------------- | --- |
| مجازر 1860                            | 1860                  | دمشق                          | الآلاف            | مجزرة بحق المسيحيين في جبل لبنان ودمشق |
| أحداث الشغب ضد اليهود في حلب عام 1947 | ديسمبر 1947           | حلب                           | 75                | فرار نصف سكان المدينة اليهود |
| مجزرة مدرسة المدفعية في حلب           | 16 يونيو 1979         | حلب                           | 32–83             | |
| مجزرة جسر الشغور (1980)               | 9 مارس 1980           | جسر الشغور                    | 150–200           | |
| حصار حلب (1980)                       | 1980                  | حلب                           | أكثر من 2,000     | أحداث متعددة على مدى فترة من الزمن قام بها النظام الحاكم ضد أهل السنة المسلمين |
| مجزرة سجن تدمر                        | 27 يونيو 1980         | تدمر                          | 500–1,000         | |
| مجزرة حماة 1981                       | أبريل 1981            | حماة                          | 400               | اعتقال وإعدام أفراد من السكان السنة المسلمين |
| مجزرة حماة 1982                       | فبراير 1982           | حماة                          | 40000–120000      | محاصرة حماة من الجيش السوري وضرب المدينة بالدافع والقصف الجوي ومجازر بحق المدنيين السنة من نساء واطفال |
| حصار حماة                             | 3 يوليو–4 أغسطس 2011  | حماة                          | 100–200           | أفيد بأن قوات الحكومة السورية قتلت قرابة 200 مدنياً في هجوم على مدينة حماة. |
| مجزرة رام العنز والغجرية              | 27 فبراير 2012        | رام العنز والغجرية قرب حمص    | 68                | أفاد المرصد السوري لحقوق الإنسان بأنهُ عثر على 68 جثة بين قريتي رام العنز والغجرية. وألقى ناشطون سوريون باللوم على ميليشيا موالية للحكومة. |
| مجزرة كرم الزيتون                     | 9 مارس 2012           | كرم الزيتون، حمص              | 47                | أفيد بأن الجيش السوري ذبح 47 شخصاً بعد دخوله كرم الزيتون. |
| مجزرة تفتناز                          | 5 أبريل 2012          | تفتناز، محافظة إدلب           | 62                | أفيد بأن الجيش السوري ارتكب مجزرة عبر اعتقال وإعدام أشخاص عقب معركة تفتناز. |
| مجزرة الحولة                          | 25 مايو 2012          | الحولة                        | 108               | 49 طفل من بين المتوفين. توصلت الأمم المتحدة إلى أن قوات الحكومة السورية هي المسؤولة. ومع ذلك، بعد ادعاء روايات شهود العيان التي نشرتها صحيفة فرانكفورتر العامة بأنها كانت أعمال عنف طائفية، خلص مجلس حقوق الإنسان التابع للأمم المتحدة إلى أنه ليس هناك أدلة كافية لتحديد من الذي ارتكب المجزرة. |
| مجزرة البويضة الشرقية                 | 31 مايو 2012          | البويضة الشرقية               | 13                | |
| مجزرة القبير                          | 6 يونيو 2012          | القبير، في معرزاف             | 80–100            | تم طعن وإطلاق النار على الضحايا. |
| مجزرة دارة عزة                        | 22 يونيو 2012         | دارة عزة، محافظة حلب          | 25                | ادعي المتمردين بأنهم قتلوا 25 رجلاً كانوا متهمين بأنهم تابعين للشبيحة. |
| مجزرة داريا                           | 20–25 أغسطس 2012      | داريا، ريف دمشق               | 320–500           | لقي كثير من الناس مصرعهم في هجوم للجيش دام خمسة أيام على المدينة، التي كانت تحت سيطرة المتمردين. وفقاً للمعارضة، وهيومن رايتس ووتش، وبعض السكان المحليين فإن عمليات القتل ارتكبها الجيش السوري والشبيحة. في المقابل، وفقاً للحكومة، وبعض السكان المحليين فإن مرتكبها كانت قوات المتمردين. |
| مجزرة معرة النعمان                    | 8–13 أكتوبر 2012      | معرة النعمان                  | 65                | خلال معركة معرة النعمان، أفادت مصادر بإعدام الجيش السوري 65 شخصاً، بما في ذلك 50 جندي منشق. |
| مجزرة عقرب                            | 11 ديسمبر 2012        | عقرب، محافظة حماة             | 125 (يشمل الجرحى) | هجوم قرويون علويون من قبل متمردون سوريون، مع تأكيد مقتل 10. |
| مجزرة بساتين الحصوية                  | 15 يناير 2013         | حمص                           | 106               | اقتحمت قوات الحكومة السورية قرية بساتين الحصوية في ضواحي مدينة حمص وأفيد بأنها قتلت 106 مدنيين. |
| مجزرة نهر قويق                        | 29 يناير–14 مارس 2013 | نهر قويق، حلب                 | 147–230           | ادعى ناشطو المعارضة بين 29 يناير و14 مارس 2013 بأنهم وجدوا نحو 230 جثة في نهر قويق وعلى ضفافه في حلب. واتهموا القوات الحكومية بأنهم هم من أعدموا الرجال وذلك لأن الجثث ألقيت في النهر من جهة المناطق الخاضعة لسيطرة الحكومة في المدينة. تمكنت هيومن رايتس ووتش من التعرف على هوية 147 ضحية على الأقل، جميعهم من الذكور وأعمارهم بين 11 و64.                                                                                          |
| مجزرة البرج - تلكلخ                   | 2 ابريل 2013          | تلكلخ                         | 11                | قال المرصد السوري لحقوق الإنسان إنه عثر على جثامين 11 مواطناً، بينهم ثماني سيدات وثلاثة رجال أعدموا ميدانياً خلال اقتحام القوات النظامية لحي البرج في مدينة تلكلخ |
| معركة جديدة الفضل                     | 16–21 أبريل 2013      | ريف دمشق                      | المئات            | اتهمت المعارضة، الجيش السوري بتنفيذ مجزرة. وادعى المرصد السوري لحقوق الإنسان بأن 250 شخصاً قتلوا منذ بدء المعركة، حصل توثيق شهادة وفاتهم، بالاسم، 127 من القتلى، بينهم 27 متمرداً. هذا ويقدر ادعاء آخر للمعارضة حصيلة القتلى بنحو 450. وادعى مصدر لأحد الناشطين بأنه احتسب 98 جثة في شوارع البلدة و86 في عيادات مؤقتة كانوا قد اعدموا بدون محاكمة. وذكر ناشط آخر أنه وثق إعدام 85 شخصاً، بما في ذلك 28 قتلوا في أحد المستشفيات المؤقتة. |
| مجزرتي البيضاء وبانياس                | 2–3 مايو 2013         | البيضاء وبانياس، محافظة طرطوس | 128–450           | هجوم شنته ميليشيات علوية ضد السكان السنة المحليين. |
| مجزرة حطلة                            | 11 يونيو 2013         | حطلة، دير الزور               | 60                | قرويون شيعة قتلهم المتمردون السوريون. |
| مجزرة خان العسل                       | 22 يوليو 2013         | خان العسل، حلب، سوريا         | 51-123+           | أعدم المتمردون 51–123 أسرى حرب ومدنيين. |
| الهجوم الكيميائي على الغوطة           | 21 أغسطس 2013         | الغوطة، دمشق، سوريا           | 281–1,729         | أفاد ناشطون سوريون بأن قوات الحكومة قصفت جوبر، زملكا، عين ترما، وحزة في منطقة الغوطة الشرقية بأسلحة كيميائية. |
| مجازر اللاذقية                        | أكتوبر 2013           | محافظة اللاذقية               | 190+              | ذبح المتمردون السوريون أكثر من 190 مدني معظهم علويون خلال هجوم في اللاذقية. |
| مجزرة عدرا                            | 6 ديسمبر 2013         | عدرا                          | 32–80             | كانت هذه عبارة عن مجزرة مزعومة بحق 32 مدنياً على الأقل في مدينة عدرا الصناعية. وتزعم الحكومة أنه تم قتل مالا يقل عن 80. تفيد التقارير أن مرتكيبها هم جبهة النصرة وجيش الإسلام، وهي مجموعة فرعية للجبهة الإسلامية. |
| مجزرة قبيلة الشعيطات                  | منتصف أغسطس 2014      | محافظة دير الزور              | حوالي 700         | في منتصف أغسطس ذبح مسلحو تنظيم الدولة الإسلامية حوالي 700 شخص، أغلبهم رجال، من قبيلة الشعيطات في محافظة دير الزور. |
| مجزرة تدمر                            | 22 مايو 2015          | محافظة حمص                    | 400+              | بعد السيطرة على مدينة تدمر، قام تنظيم الدولة الإسامية بقتل أكثر من 400 مدنياً ذبحاً. |
| مجزرة قلب لوزة                        | 10 يونيو 2015         | محافظة إدلب                   | 23+               | في 10 يونيو ذبحت النصرة مجموعة من الدروز في قرية قلب لوزة في محافظة إدلب. |
| مجزرة كفر صغير                        | 20 مارس 2016          | محافظة حلب                    | 20+               | تنظيم الدولة الإسلامية قام بذبح 20+ عربياً وكردياً عندما هاجم كفر صغير الواقعة تحت سيطرة الحكومة. |
| مجزرة الزارة                          | 12 مايو 2016          | محافظة حماة                   | 120+              | متمردون بقيادة جبهة النصرة الفرع السوري للقاعدة قاموا بذبح وخطف قرابة 120 مدنياً بعد السيطرة على بلدة الزارة العلوية في جنوبي حماة. |

## وصلات خارجية
- موقع مؤسسة الذاكرة السورية لإحياء ذكرى الثورة السورية وما تبعها من أحداث